# San Pablo Potrerillos
San Pablo Potrerillos är en ort i Mexiko.   Den ligger i kommunen San Juan del Río och delstaten Querétaro Arteaga, i den sydöstra delen av landet, 140 km nordväst om huvudstaden Mexico City. San Pablo Potrerillos ligger 2 212 meter över havet och antalet invånare är 679.
Terrängen runt San Pablo Potrerillos är kuperad norrut, men söderut är den platt. Runt San Pablo Potrerillos är det ganska tätbefolkat, med 192 invånare per kvadratkilometer. Närmaste större samhälle är San Juan del Río, 12,2 km nordost om San Pablo Potrerillos. I omgivningarna runt San Pablo Potrerillos växer huvudsakligen savannskog.